# 高梨あゆみ
高梨 あゆみ（たかなし あゆみ、1989年2月4日 - ）は、日本のAV女優。
岐阜県出身、ファイブプロモーション所属。

## 略歴・人物
2013年にデビュー。

## 作品

### アダルトDVD
2013年
- 新 じじいに嬲られたビーチク敏感奥さん生中出し 5人（7月7日、桃太郎映像出版）他出演：茅ヶ崎ありす、吉美さあや、日向めい、藤ヶ谷優紀
- マジックナンパ! vol.1 セレブな美熟女にナンパ生中出し! in 代官山（7月19日、MAGIC）他出演：八重いろは、霞貴理子 ほか
- 髪を切ったら「失恋?」と言う部長が逆に新鮮。（7月26日、BALTAN）
- 美しすぎる人妻OL あゆみ 「小○生の時からAVをこっそり見てて、早く目覚めちゃったんです。」（8月13日、オーロラプロジェクト）
- 出張先での密会&変態SEX 美しすぎる人妻OL・2 あゆみ（8月25日、オーロラ・プロジェクト）
- 罠に墜ちた美人OL 騙されて輪されて… 野外でボロボロになるまで犯されて（オーロラ・プロジェクト）
- 親族相姦 きれいな叔母さん（10月7日、VENUS）
- 幼き日に生き別れた妹との性交（10月10日、アイエナジー）
- 非ヌキ系サロン 洗体エステで勃起しちゃった僕。 11（10月10日、AKNR）他出演：芹沢さくら、早乙女らぶ、原千草
- さらわれた若妻・性交奴隷 〜弄られ、犯され、見世物にされる〜（10月13日、オーロラ・プロジェクト）共演：琥珀うた
- 息子の嫁が入浴中なのにうっかり扉を開けてしまった義父（10月24日、AKNR）他出演：湊莉久、春日由衣
- 息子に身体を許す母… 夫の隣で…（11月1日、ABC）
- 艶めかしい人妻といやらしいセックス 他人のオンナと肉体関係（11月1日、無言）
- 私達、夫に内緒の乱交で調教をされてしまいました。（11月1日、ZUKKON/BAKKON）共演：酒井杏里、高城麗奈、稲川なつめ
- 恥ずかしがり屋の早漏妻2名を羞恥を煽りながらの激しい腰使いで「夫よりもイィ…」と言わせるほど潮吹きSEXをタップリ楽しんだ。（11月8日、NON）他出演：岩佐あゆみ
- バレないように彼女の親友とこっそりヤル! 9（11月9日、AKNR）他出演：芹沢さくら、愛花沙也、北川エリカ
- 僕の知らない妻を見たくて… 06（11月22日、DOC）
- 早婚のロリ若妻が、見かけとは正反対の変態行為を希望! 野外で小便を漏らし、他人チ●ポで突かれ、ドM快楽に堕ちる!!（11月25日、シャーク）
- 息子の大きすぎるチンポが気になって…（12月1日、ABC）
- キスからはじまる母と息子の愛情、密着、濃厚セックス（12月1日、VENUS）
- 羞恥デート（12月5日、グローリークエスト）
- 高梨あゆみ、実弟との恥ずかしい中出し性交録（12月6日、NON）
- AV女優さんとエッチしよう! 超絶美少女降臨!×本気中出し! Vol.9（12月13日、HERO）
- 逆セクハラ 淫乱美ッ痴女社長（12月25日、美）
- ナンパJAPAN 人妻Hunt Vol.01 セレブ妻中出しナンパ@東京都渋谷区商店街編（12月25日、ナンパJAPAN）※「あみ」名義　他出演：雨宮ほのか ほか[要出典]

　2014年
- 中出しソープランドに堕ちた女子大生（1月1日、ワンズファクトリー）
- 美少女の監禁飼育ビデオ 3（1月1日、プラネトプラス）
- 本格家庭内相姦物語 母さんが初めての女になってあげる（1月1日、ABC）
- 女の子って気持ちよさそう! 夢の体験! レズ鑑賞（1月9日、LADY×LADY）共演：乙葉ななせ　他出演：原千草、みなみ愛梨、飯田せいこ、ayami
- スカートめくれっぱなしのうっかり女子校生パンチラ!興奮した僕のチ○ポを隙だらけのパンツの中に滑り込ませた（1月9日、SWITCH）他出演：初美沙希、美泉咲 ほか[要出典]
- 夫のそばで汚されて…（1月10日、ワープエンタテインメント）
- 浴びた女も感激する 一撃!!大量顔射!!! Part.4（1月10日、ワープエンタテインメント）他出演：尾上若葉、瀧川花音、武井麻希、青木美空、喜多沢くるす、川原美咲、椿くるみ、さくら悠、HIKARI、湊莉久
- 岐阜の美人妻 〜旦那と子供には言えない秘密のAV出演〜（1月10日、なでしこ）
- 地方に住む娘が遊びにきた。数か月見ないうちに大人っぽくなっていた娘が、ジュースと間違えて絶倫になるクスリを飲んでしまったら驚くほどド変態に成り下がって父である私のチ●ポを弄び始めた事は妻には言えない件…。（1月10日、NON）他出演：藤原ひとみ、かなでゆき、吉永あかね、橘ひなた、永作ゆう美
- 私、実は夫の上司に犯され続けてます…（1月13日、溜池ゴロー）
- 家庭教師をしていたらすっかり大人びた、「いとこ」に誘惑されてセックス！ しかもそのセックスを姉妹たちに見られてしまい怒られるかと思ったら逆に僕を意識しだして…（1月13日、MUTTURi）他出演：稲川なつめ、今亜理沙、佐々木恋海
- Girls Talk 034 ジムトレーナーが人妻を愛するとき…（1月15日、プラム）共演：早川りな
- 朝から晩までセックスざんまい（1月19日、乱丸）
- まだ女子校生でも通用しそうなロリ若妻が本気汁ダラダラ垂れ流して他人チ●ポに突かれに来た。（1月25日、スタジオライブ）
- サラリーマンの秘密基地 素人敏感人妻生中出し（2月1日、プラム）[要出典]
- 悪徳金融業者のリアル寝取られ盗撮映像 夫の目の前で借金の形にAV撮影させられる美人妻（2月1日、変態紳士倶楽部）他出演：小野麻里亜 ほか[要出典]
- 即ハメ痴漢（2月6日、ナチュラルハイ）他出演：彩城ゆりな、臼井あいみ、野々宮ここみ、有本紗世、月本るい、新垣とわ、本澤朋美[要出典]
- SEXのハードルが異常に低い世界 7（2月6日、DEEP'S）他出演：湊莉久、山本美和子、加納綾子、祐花凛、高木愛美、百瀬聡子
- 今度の愛人はわたしの接吻を独占したがる（2月7日、ワープエンタテインメント）
- 超過保護な姉に無理難題でエロ下着を身に着けさせて嫌われようと試みたがスンナリと身に着けたばかりか、その状況にモジモジと興奮している姉に僕もそれを見てウカツにも興奮してしまい、そのまま超勃起したチ●ポを突き付けたらカブリつかれてしまった件（2月7日、NON）他出演：愛実れい、田宮りかこ、桃瀬ちひろ、真木今日子、水希杏
- 「姉ちゃんだから大丈夫」と思ってAVを見ている僕に「ちょっとやめてよ!」と言いつつも内心興奮していたのか、そ知らぬフリして…（2月11日、DOC）他出演：夏目優希、北川杏樹
- 姉妹レズ 〜許されぬ2人の関係〜（2月13日、U&K）共演：乙葉ななせ
- 鍵を落とす人妻（2月13日、溜池ゴロー）
- 義理の姉、義理の妹（2月19日、VENUS）共演：村上涼子
- お姉ちゃんのリアル性教育（2月20日、グローリークエスト）
- 制服少女@ビデオレター03 性に貪欲なウリ営業（3月1日、プラネットプラス）
- 勤務中のCAに○田空港で強制ワイセツ!! 制服のまま生中出し（3月1日、AV）
- ママさんバレーの練習帰りに我が家に寄った奥さん達のハイレグブルマに誘われて堪えきれずに中出ししちゃいました。（3月6日、SWITCH）共演：山本美和子、AIKA、城田るり
- この指でベロチュウしながらシゴいてあげる 2（3月7日、ワープエンタテインメント）他出演：星川麻紀、湊莉久、葵こはる、星咲優菜、仲丘たまき、河原美咲、篠宮ゆり、瀧川花音、伊原詩織
- 女教師in... ［脅迫スイートルーム］ Teacher Ayumi（27）（3月7日、ドリームチケット）
- マエバリ!メコスジ!アナル! 究極なストリップダンサー 2（3月15日、未来 フューチャー）
- 友人の妻はドスケベ家庭教師（3月19日、VENUS）
- 今日、あなたの妻が浮気します。あゆみ（3月22日、HMJM）
- 「高偏差値大学に通う地味で真面目そうな眼鏡女子ほど、実は超エロいって本当?」 試しに声を掛けてみたら…、敏感過ぎて痙攣しながら潮吹きまくりでイキ果てちゃいました…。 3（4月11日、S級素人）他出演：青井いちご、新希マヤ[要出典]
- 5D&自然光で撮影した 真昼間の生ナカダシ性交（4月11日、ドリームチケット）他出演：生駒はるな、天野みほ、和久井なな
- 酔いどれレズビアン（4月13日、U&K）共演：加納綾子　他出演：松嶋友里恵、相沢恋、滝沢すみれ、冬木舞
- あぁ〜人の妻 他人の娘 秘かに誘ってこっそり淫行（4月14日（レンタル）/7月1日（セル）、FAプロ）他出演：有村千佳
- 女が男性器（ち○ぽ）を買うお店 女子大生の間で人気急上昇!「キ○タマはパンパンに張ってて精子が詰まってる方が可愛いよね〜」「分かる〜それでデカチンのカリ高だと最高!」洋服を選ぶようにお好みち○ぽを選び、試着する感覚でハメて、当たり前のように中出し!!（4月24日、DEEP'S）他出演：湊莉久、君野由奈
- 夜間学校のタイトスカート女教師 こだわりのアングル魅惑の尻脚快楽遊戯（4月25日、セレブの友）
- 寝たふりする女 2（5月1日、無言）他出演：篠宮ゆり、小林るな、葵こはる、阿部乃みく、瀧川花音
- パワハラレズ愛辱（5月13日、U&K）共演：加納綾子
- 自画撮りオマ〇コ指オナニー（5月15日、グローリークエスト）他出演：成宮ルリ、武井麻希、南梨央奈、乙葉ななせ、保坂えり、白鳥ゆな、椿かなり、春日野結衣、玉木ちな、舞咲みくに、初美沙希、さくら悠、安達まどか
- 淫語!寸止め!強制発射! 射精管理痴女 5（5月15日、ジャネス）
- 脳内調教!働くお姉さんのM男射精管理とアナルドライオーガズム 5（5月15日、未来 フューチャー）
- 女子校生ぬる×2おま●こオナニー VOL.15（5月16日、虎堂）他出演：花穂、通野未帆、萌雨らめ、桜木郁、橋本ゆりか
- 見せつけレズビアン鑑賞倶楽部 Vol.3（5月16日、虎堂）共演：萌雨らめ　他出演：Maika、小司あん、吉村杏菜、橋本ゆかり、星崎アンリ
- 超過激! 素人娘のおマ●コおっぴろげダンス（5月16日、虎堂）他出演：橋本ゆりか、Maika、萌雨らめ、星崎アンリ
- 女捜査官拷問調教 3 裏切りのシナリオ〜敵アジト単独潜入監禁拘束極限肉体拷問薬漬け陵辱ファック生中出し（5月25日、セレブの友）
- 黒パンストSTYLE 〜パンスト×美脚×SEX〜（6月5日、グローリークエスト）他出演：桜井あゆ、武井麻希、通野未帆
- CLUB NAKED 18 【全裸ダンス】（6月5日、未来 フューチャー）共演：冬瀬ゆら、天音遥香、鈴木愛美
- 女子校生のオマ○コ汁 Vol.11（6月6日、OFFICE K'S）他出演：星崎アンリ、萌雨らめ、桜木郁、石原あい、通野未帆
- 懇願セックス（6月13日、MOODYZ）他出演：阿部乃みく、橘優花
- 抜き挿し丸見え! おまんこドアップディルドオナニー VOL.2（6月20日、OFFICE K'S）他出演：雨宮ほのか、久保田愛梨、姫咲るり、柚木まりあ
- 学園の御奉仕奴隷 ドM女教師の恥辱性交24時（6月25日、マルクス兄弟）
- DANCE FLOOR 3.0 （過激ver）（6月25日、未来 フューチャー）共演：冬瀬ゆら、天音遥香、鈴木愛美
- 手を使うな。（7月1日、山と空）
- 嫁の連れ子4人と1日で40回も子作り（7月1日、ZUKKON/BAKKON）共演：浜崎真緒、橘優花、阿部乃みく
- 野獣ドッグFUCK（7月4日、OFFICE K'S）他出演：青井いちご、新山かえで
- 浮気中に夫がいきなり帰ってきた!! バレたくない!でも止められない!発情中の絶倫妻はどんな手段を使ってでも夫の間近でこっそり浮気セックスを続ける!（7月10日、MAGIC）他出演：篠田ゆう、真木今日子
- 高梨あゆみ流のおもてなし（7月11日、クリスタル映像）
- 若妻羞恥露出 2 〜不倫温泉旅〜（7月13日、ざくろ）
- 女子校生の淫語オナニー 3（7月18日、OFFICE K'S）他出演：夏目優希、木村つな、篠めぐみ、青井いちご
- 直飲み専門 体液カフェ 2（7月18日、OFFICE K'S）他出演：葵こはる、篠めぐみ、柚木まりあ、雨宮ほのか、新山かえで、青井いちご、木村つな、夏目優希、篠田彩音
- 寝取られエステ VOL.1 他人に妻を抱いて欲しい。自分の妻を寝取られたい。（7月18日、CAT'S EYE）他出演：夏目優希、青井いちご、姫咲るり ほか
- マン汁中毒レズビアン Vol.2（7月18日、虎堂）共演：篠めぐみ　他出演：山本美和子、南せりな、夏目優希、青井いちご、久保田愛梨、姫咲るり
- The 高梨あゆみ 美熟女スペシャル 総集編 4時間（7月19日、ABC）※総集編
- 洗っていないマンコを嫌という程舐めさせM男便器にする女たち 3（7月25日、未来 フューチャー）他出演：波多野結衣、宇佐美なな、水澤まお、上原花恋
- 夫と子供が居ない2時間で10人と妊娠OK子作りSEX（7月25日、本中）
- 病院で人目も気にせず僕はチ○ポを勃起させ若くて可愛いナースにM的願望を全て叶えてもらいました!（8月7日、CHANGE）他出演：宇佐美なな、波多野結衣、上原花恋、水澤まお
- 彼氏の見舞いに来た女の無防備パンチラに隣のベッドで下半身だけ元気になってしまった僕。カーテン越しに痴漢したら女もその気になって彼氏の寝てる横で僕の上にまたがってきた!（8月21日SWITCH）他出演：湊莉久、橘ひなた、篠田ゆう
- 終わらない淫支配（8月22日、クリスタル映像）
- 美人過ぎるマドンナ先生の誘惑授業（8月22日、おかず。）他出演：浜崎真緒、紅音レイラ、椿かなり
- 痴女な若妻が出没する温泉旅館 2（8月22日、なでしこ）
- 本物の人妻さん限定 ノンフィクション不倫旅行 1 あゆみ